# مارك بلوم
مارك بلوم (بالإنجليزية: Mark Blum) (و.14 مايو 1950 – ت. 26 مارس 2020) هو منتج أفلام، وممثل تلفزيوني، وممثل أفلام، وممثل مسرحي، من الولايات المتحدة الأمريكية، ولد في نيوآرك، نيوجيرسي.

## التعليم
تعلم في جامعة بنسلفانيا.

## الحياة الشخصية

### وفاته
توفي مارك بلوم بسبب مرض فيروس كورونا 2019 بتاريخ 26 مارس 2020، عن عمر ناهز 70 عامًا.

## وصلات خارجية
- مارك بلوم على موقع IMDb (الإنجليزية)
- مارك بلوم على موقع روتن توميتوز (الإنجليزية)
- مارك بلوم على موقع قاعدة بيانات برودواي على الإنترنت (الإنجليزية)
- مارك بلوم على موقع قاعدة بيانات الفيلم (الإنجليزية)